# کوبال دو لومبو
کوبال دو لومبو (به لاتین: Cubal do Lumbo) یک منطقهٔ مسکونی در آنگولا است که در استان بنگوئلا واقع شده‌است.